# Whaley (wieś)
Whaley – wieś w Anglii, w hrabstwie Derbyshire, w dystrykcie Bolsover.